# 城東町 (名古屋市)
城東町（じょうとうちょう）は、愛知県名古屋市北区にある地名。現行行政地名は城東町1丁目から城東町7丁目。住居表示未実施。

## 地理
名古屋市北区の南部に位置する。東は杉栄町、西は清水、南は生駒町、北は紅雲町・大蔵町・神明町に接する。西から1丁目から7丁目まで設定されている。

## 歴史

### 町名の由来
『杉村小学校誌』によると、名古屋城から見て東にあたり、また城東耕地整理組合があったことから、その第六工区に名付けたものであるという。

### 沿革
- 1929年（昭和4年）9月5日 - 杉村町字五反田・下ノ町・生駒・下生駒・中生駒・東生駒・寺西の各一部により成立[6]。
- 1944年（昭和19年）2月11日 - 北区成立に伴い同区に編入。

## 世帯数と人口
2019年（平成31年）1月1日現在の世帯数と人口は以下の通りである。
| 町丁   | 世帯数  | 人口    |
| ------ | ------- | ------- |
| 城東町 | 677世帯 | 1,313人 |

## 学区
市立小・中学校に通う場合、学校等は以下の通りとなる。また、公立高等学校に通う場合の学区は以下の通りとなる。
| 丁目        | 番・番地等 | 小学校               | 中学校                 | 高等学校 |
| ----------- | ---------- | -------------------- | ---------------------- | -------- |
| 城東町1丁目 | 全域       | 名古屋市立大杉小学校 | 名古屋市立八王子中学校 | 尾張学区 |
| 城東町2丁目 | 全域       | 名古屋市立大杉小学校 | 名古屋市立八王子中学校 | 尾張学区 |
| 城東町3丁目 | 全域       | 名古屋市立大杉小学校 | 名古屋市立八王子中学校 | 尾張学区 |
| 城東町4丁目 | 全域       | 名古屋市立大杉小学校 | 名古屋市立八王子中学校 | 尾張学区 |
| 城東町5丁目 | 全域       | 名古屋市立杉村小学校 | 名古屋市立若葉中学校   | 尾張学区 |
| 城東町6丁目 | 全域       | 名古屋市立杉村小学校 | 名古屋市立若葉中学校   | 尾張学区 |
| 城東町7丁目 | 全域       | 名古屋市立杉村小学校 | 名古屋市立若葉中学校   | 尾張学区 |

## 施設
- 真宗大谷派法輪寺
- 天理教浪城浦分教会
- 天理教枇杷島分教会
- 北医療生活協同組合生協わかばの里介護老人保健施設
- 雨宮本社

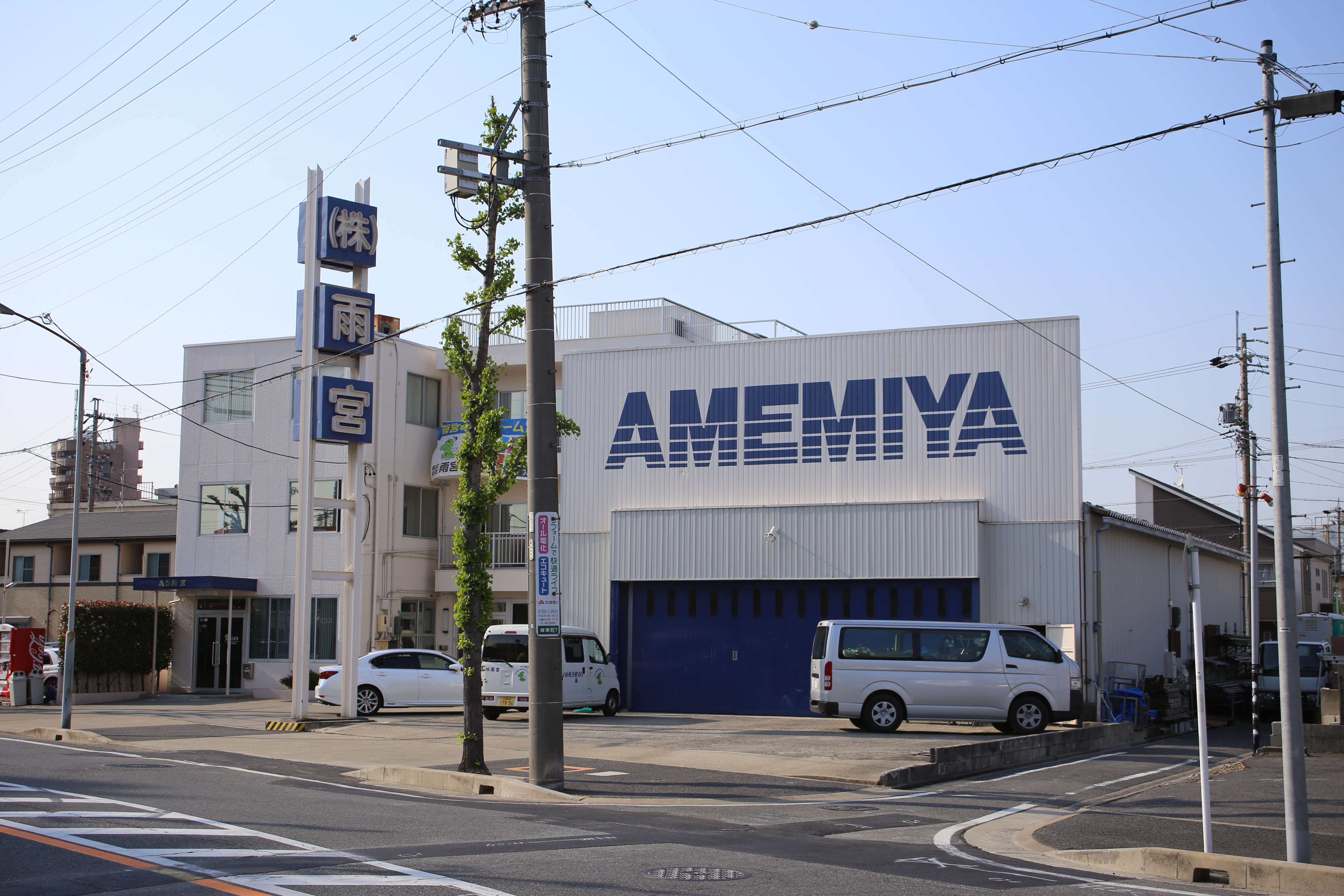
雨宮本社（2015年4月）
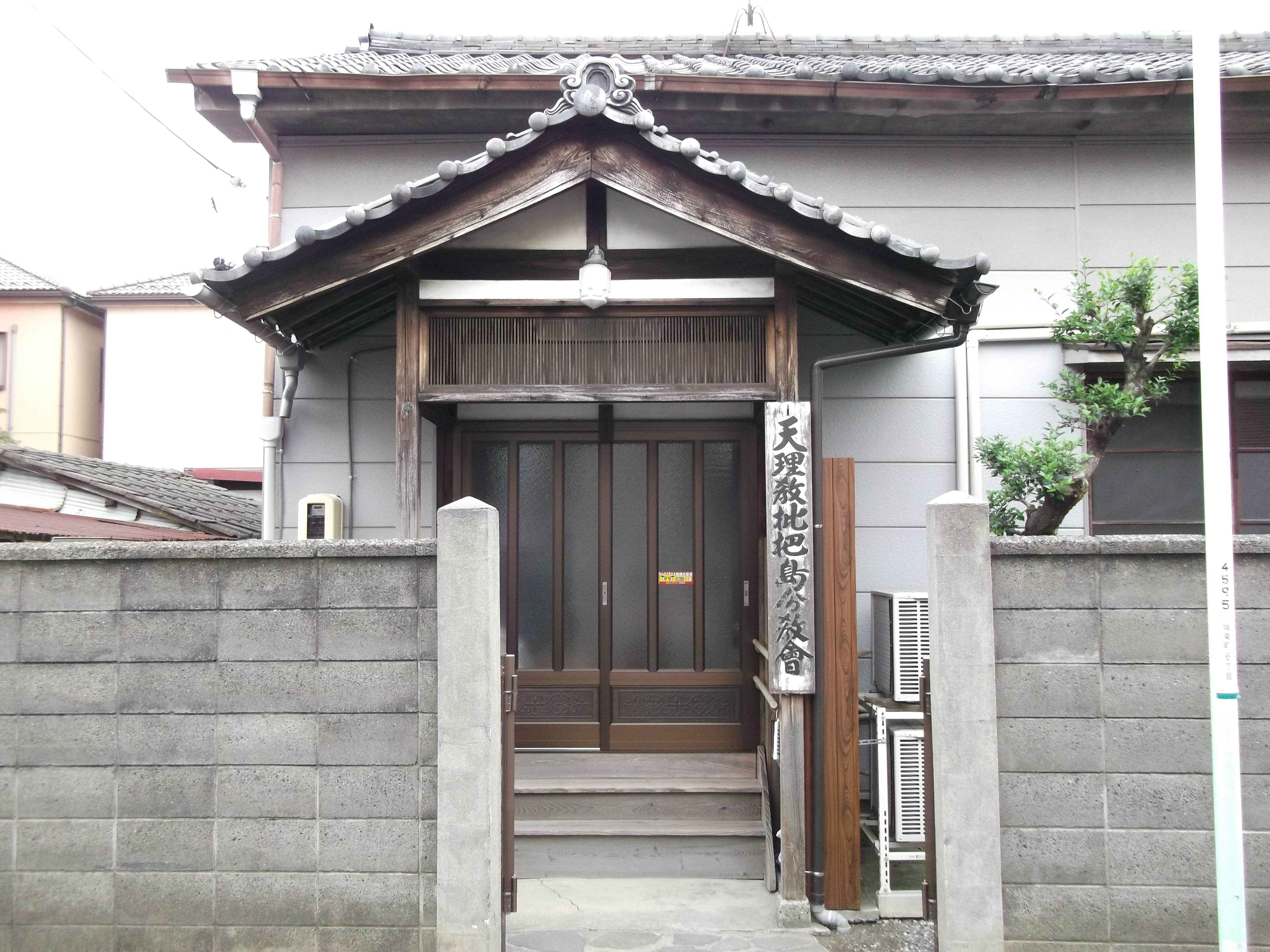
天理教枇杷島分教会（2013年10月）

## その他

### 日本郵便
- 郵便番号 : 462-0831[3]（集配局：名古屋北郵便局[9]）。